# 坂城町
坂城町（さかきまち）は、長野県の北信地方、長野地域南部の町。埴科郡に属する。

## 地理

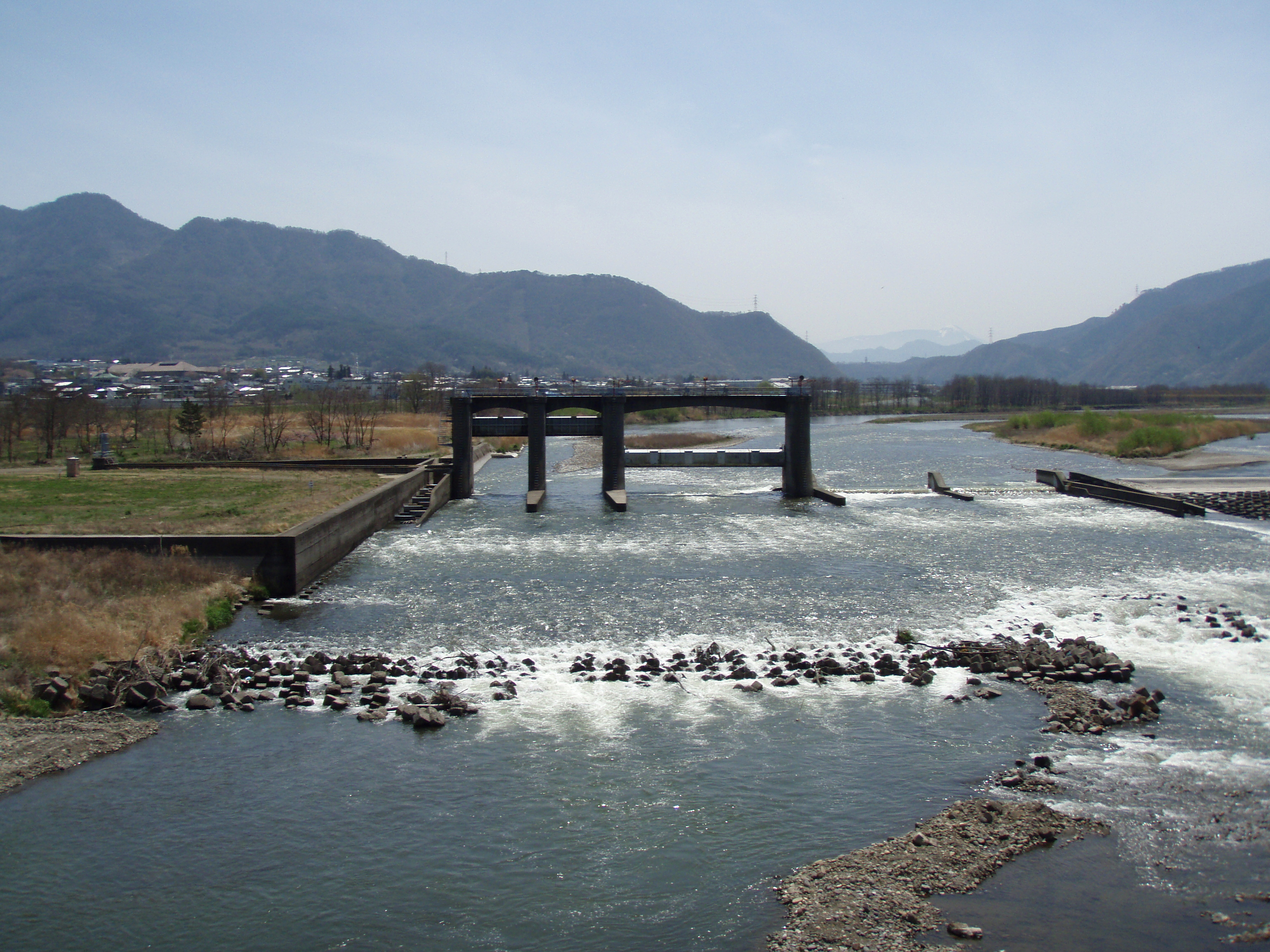
千曲川の埴科頭首工

長野県北信地方に属するが、歴史的経緯や市外局番0268（上田MA）・行政上の扱い・生活圏・経済･気候の特徴等から東信地方にも属する形になっている。
- 河川：千曲川、日名沢川、御堂川、谷川、福沢川
  - 河川施設：埴科頭首工 - 1952年（昭和27年）着工、1968年3月完成
- 山：大峰山、鳩ケ峰、鏡台山、九竜山、太郎山、五里ケ峰、虚空蔵山、葛尾山、岩井堂山

### 隣接する市町村
- 上田市
- 千曲市

## 歴史
江戸時代は北国街道に坂木宿が置かれ、一時坂木藩が成立したが天領となった。坂木に陣屋が置かれ、幕府代官による支配が行われた。「坂木」から「坂城」の表記へ改められたのは、1886年（明治19年）5月18日のことである。
- 1889年（明治22年）4月1日 - 町村制の施行により、埴科郡坂城村が単独で自治体を形成。
- 1904年（明治37年）7月12日 - 町制を施行し、坂城町となる。
- 1921年（大正10年）1月6日 - 南条小学校で火災。校長が御真影を持ち出そうと火中に入り焼死[1]。
- 1955年（昭和30年）4月1日 - 埴科郡中之条村・南条村と合併し、改めて坂城町が発足。
- 1960年（昭和35年）4月1日 - 更級郡村上村を編入。

## 人口
| |                                        |  |
| 坂城町と全国の年齢別人口分布（2005年） | 坂城町の年齢・男女別人口分布（2005年） |  |
| ■紫色 ― 坂城町 ■緑色 ― 日本全国 | ■青色 ― 男性 ■赤色 ― 女性              |  |
| 坂城町（に相当する地域）の人口の推移 \| 1970年（昭和45年） \| 15,721人 \| \| \| 1975年（昭和50年） \| 16,290人 \| \| \| 1980年（昭和55年） \| 16,685人 \| \| \| 1985年（昭和60年） \| 16,918人 \| \| \| 1990年（平成2年） \| 16,632人 \| \| \| 1995年（平成7年） \| 16,776人 \| \| \| 2000年（平成12年） \| 16,830人 \| \| \| 2005年（平成17年） \| 16,463人 \| \| \| 2010年（平成22年） \| 15,730人 \| \| \| 2015年（平成27年） \| 14,871人 \| \| \| 2020年（令和2年） \| 14,004人 \| \| |                                        |  |
| 総務省統計局 国勢調査より |                                        |  |
| 1970年（昭和45年） | 15,721人                               |  |
| 1975年（昭和50年） | 16,290人                               |  |
| 1980年（昭和55年） | 16,685人                               |  |
| 1985年（昭和60年） | 16,918人                               |  |
| 1990年（平成2年） | 16,632人                               |  |
| 1995年（平成7年） | 16,776人                               |  |
| 2000年（平成12年） | 16,830人                               |  |
| 2005年（平成17年） | 16,463人                               |  |
| 2010年（平成22年） | 15,730人                               |  |
| 2015年（平成27年） | 14,871人                               |  |
| 2020年（令和2年） | 14,004人                               |  |

## 行政

### 町長
- 山村 弘　2011年5月1日就任（3期目）

## 議会

### 町議会
- 定数：14人（任期 2019年5月1日 - 2023年4月30日）
- 議長：西沢 悦子

### 長野県議会（千曲市埴科郡選挙区）
- 定数：2人
- 任期：2019年（平成31年）4月30日 － 2023年（令和5年）4月29日
- 竹内正美（自由民主党）、荒井武志（無所属）

### 衆議院
- 選挙区：長野3区（上田市、小諸市、佐久市、千曲市、東御市、南佐久郡、北佐久郡、小県郡、埴科郡）
- 任期：2021年10月31日 - 2025年10月30日
- 投票日：2021年10月31日
- 当日有権者数：399,168人
- 投票率：59.32％

| 当落 | 候補者名 | 年齢 | 所属党派                            | 新旧別 | 得票数    | 重複 |
| ---- | -------- | ---- | ----------------------------------- | ------ | --------- | ---- |
| 当   | 井出庸生 | 43   | 自由民主党                          | 前     | 120,023票 | ○    |
| 比当 | 神津健   | 44   | 立憲民主党                          | 新     | 109,179票 | ○    |
|      | 池高生   | 53   | NHKと裁判してる党弁護士法72条違反で | 新     | 3,722票   | ○    |

## 教育

### 学校
- 長野県坂城高等学校
- 坂城町立坂城中学校
- 坂城町立坂城小学校
- 坂城町立南条小学校
- 坂城町立村上小学校

### 社会教育
- 坂城町立図書館

## 産業

### 工業
中小企業を中心に多数の企業・工場が所在する工業の町である。
- 日精樹脂工業（機械、東証一部上場）
- 竹内製作所（機械、東証一部上場）
- 寿製薬（医薬品）
- 水野製作所（プラスチック加工）

その他、電機、機械を中心に多数の企業がある。また、タイやベトナムなど東南アジアに工場を有する企業もある。

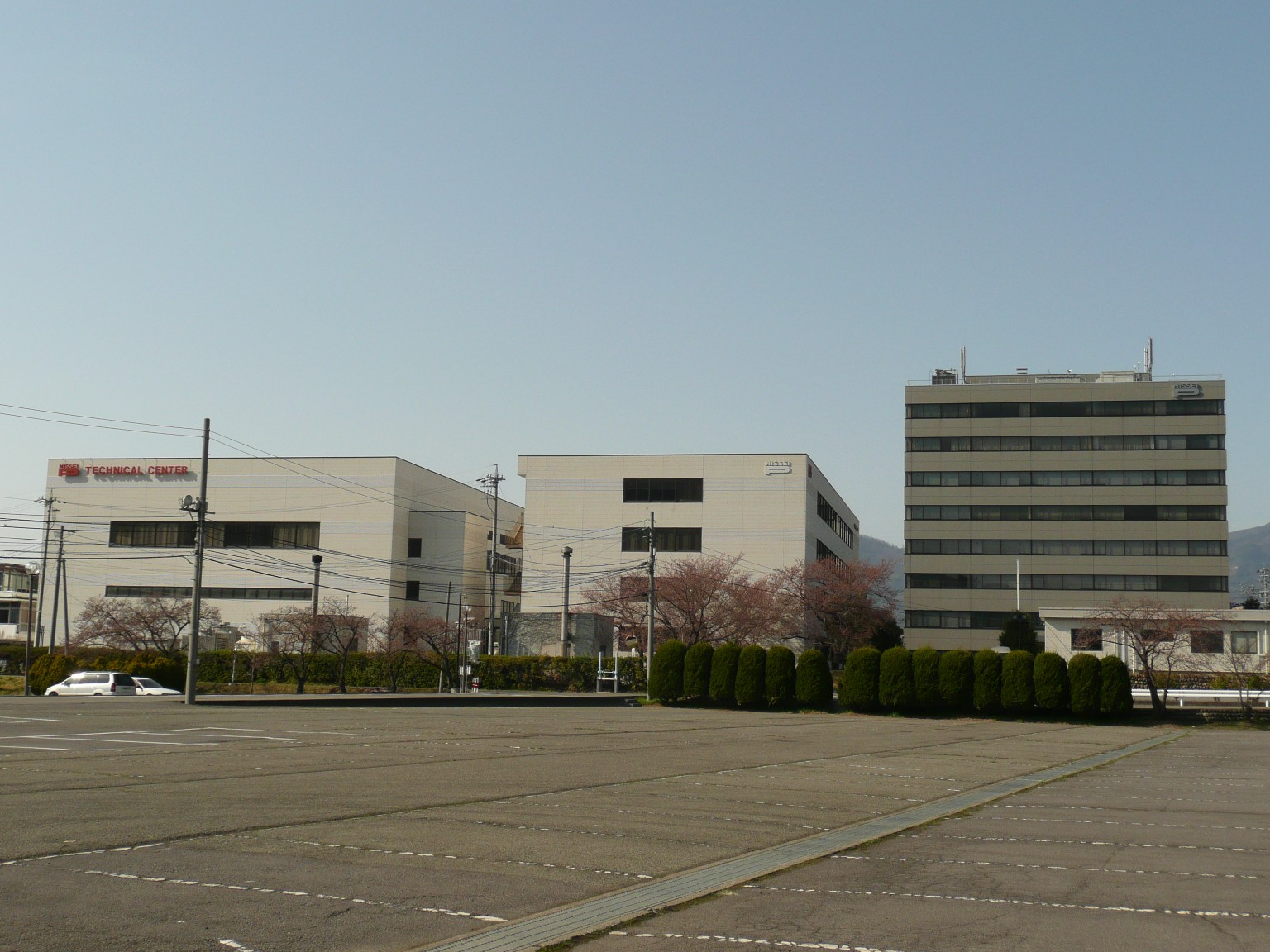
日精樹脂工業
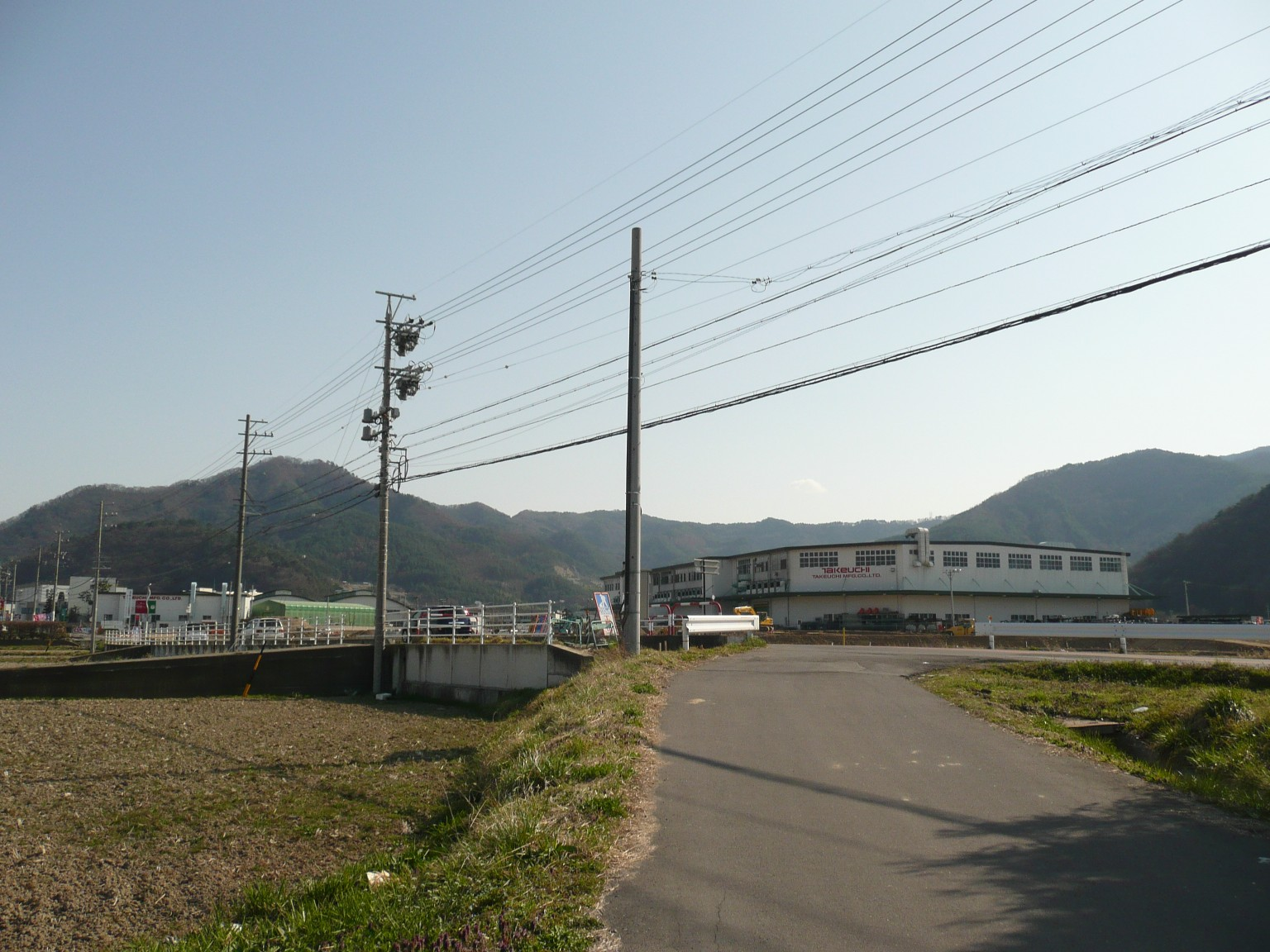
竹内製作所
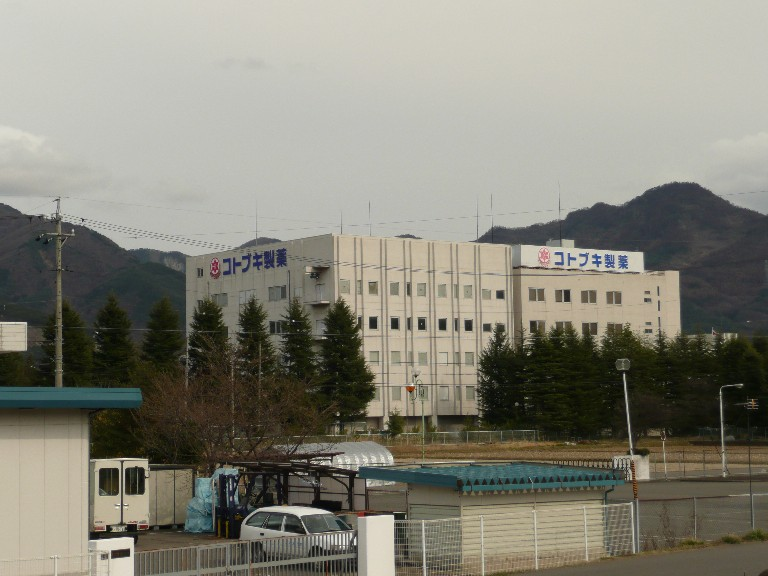
寿製薬
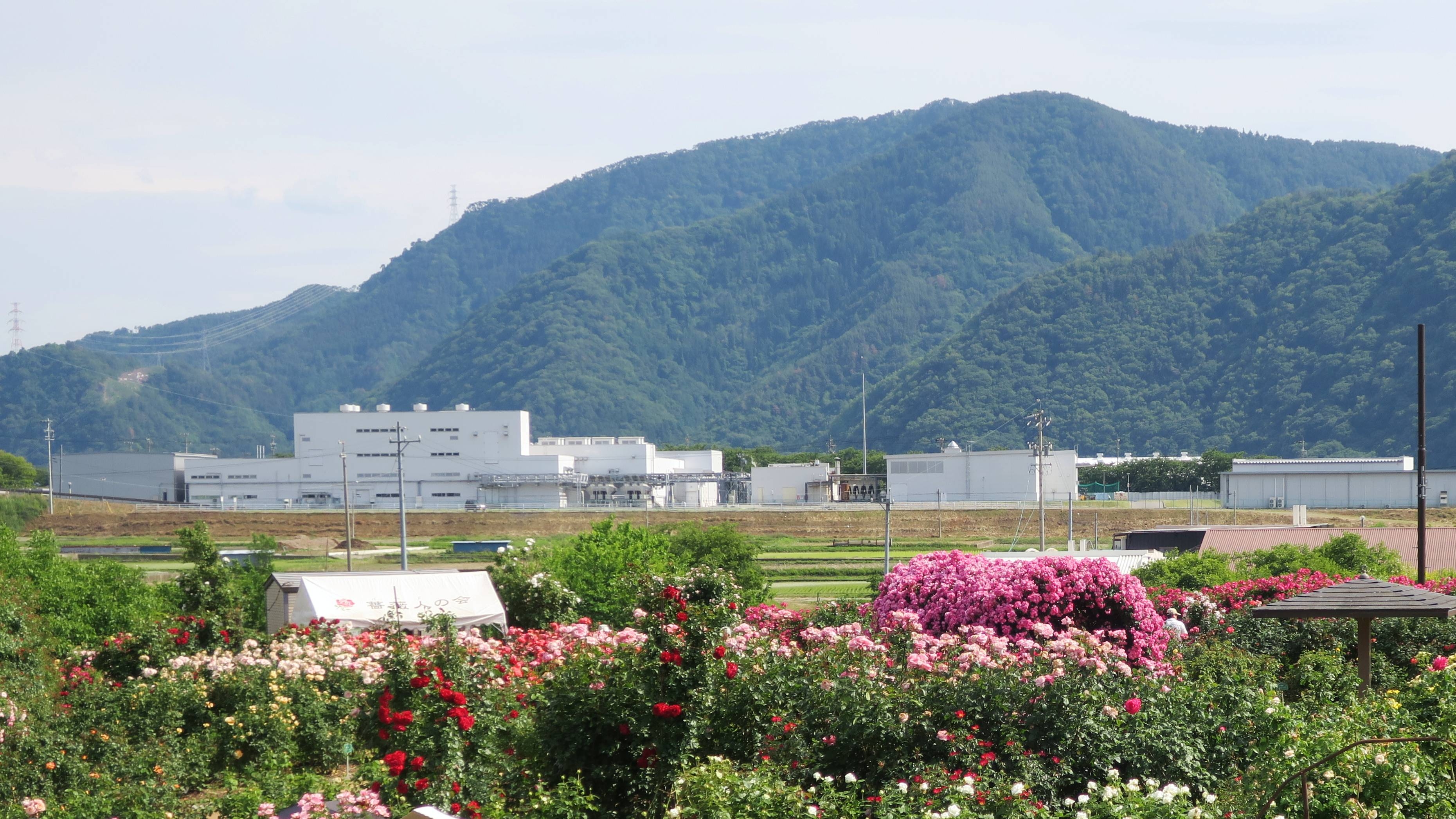
ミヤリサン製薬坂城工場

### 農業
- 稲作のほか、果樹栽培（りんご・ぶどう・もも）が盛んである。
- 切り花用バラ、カーネーション、トルコギキョウ
- 中之条だいこん（ねずみ大根）

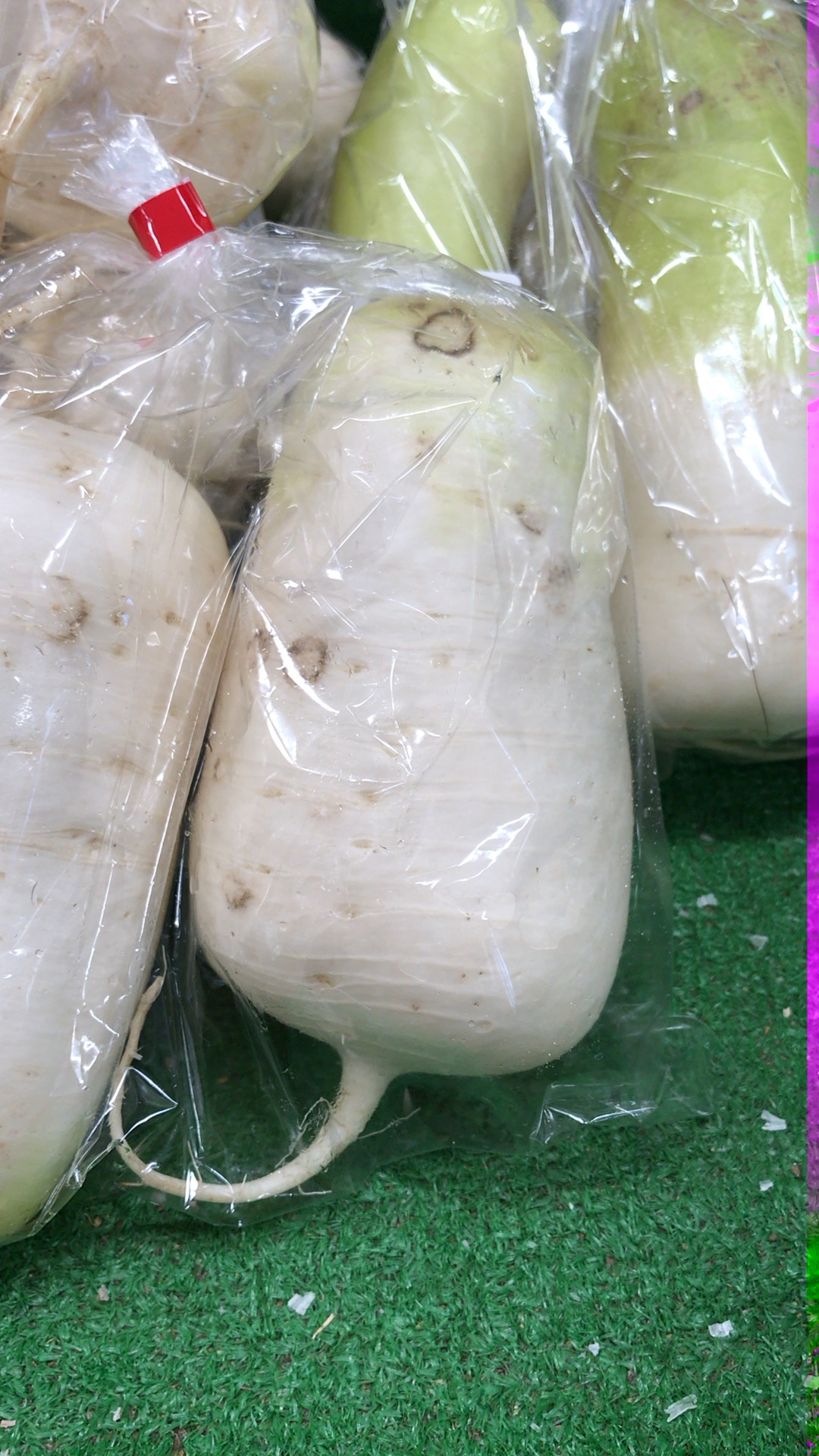
ねずみ大根
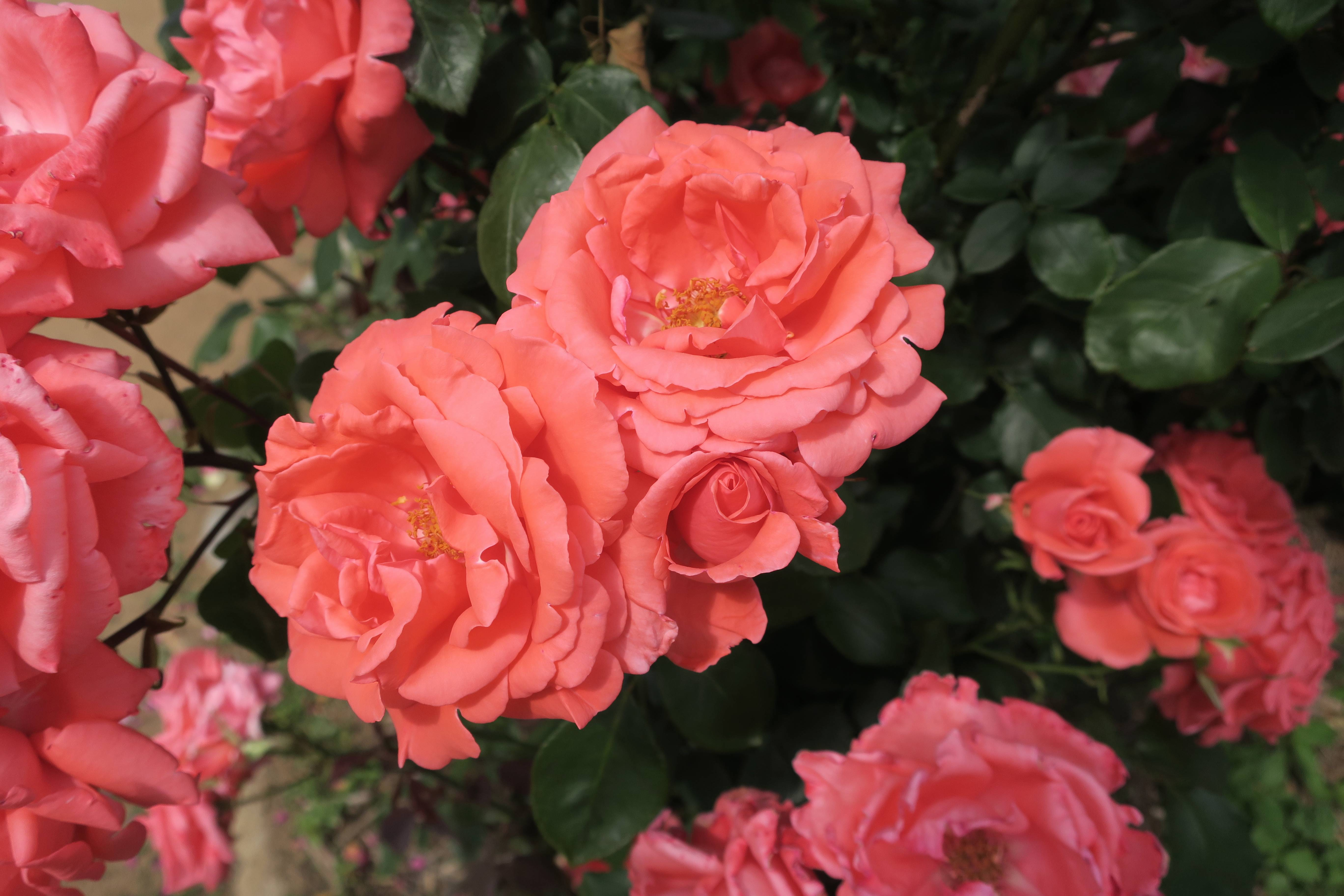
バラ

## 交通

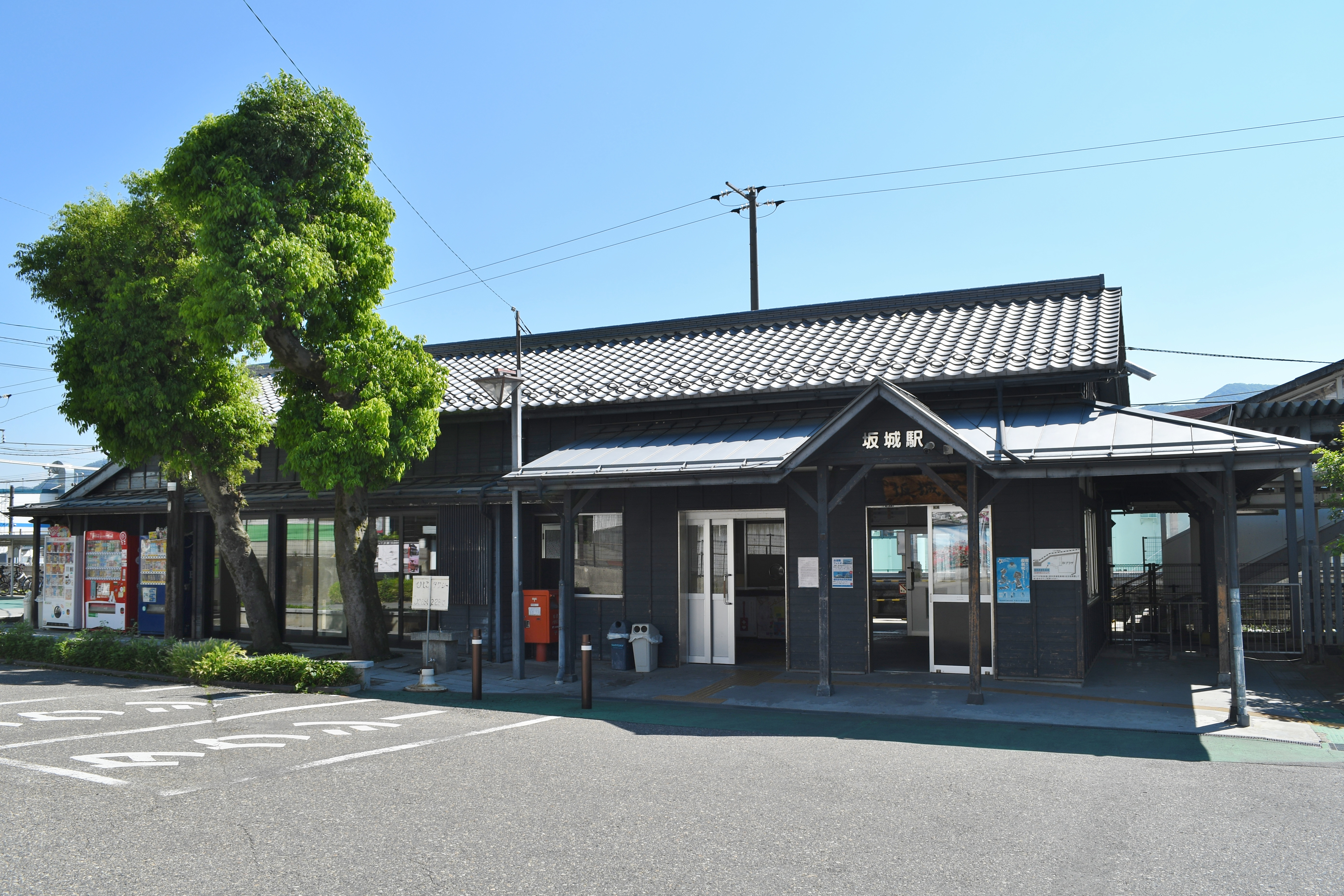
坂城駅

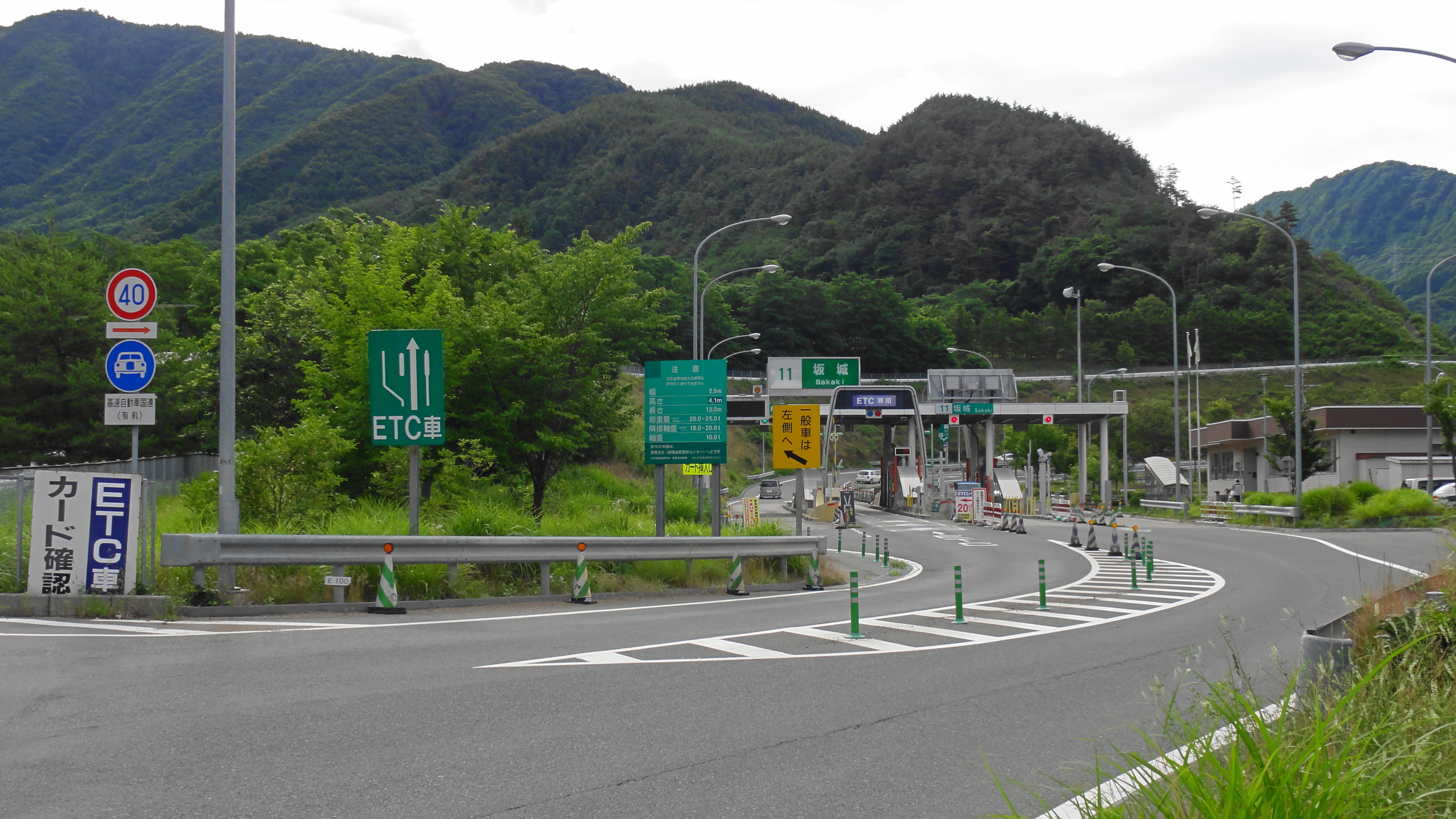
坂城IC

### 鉄道
しなの鉄道
■しなの鉄道線
- - テクノさかき駅 - 坂城駅 -

### バス
- 坂城町循環バス
- 信州観光バスが運行。

### 道路

#### 高速道路
東日本高速道路（NEXCO東日本）
E18 上信越自動車道
- - 坂城IC - 千曲川さかきPA -

#### 一般道路
- 国道18号
- 県道77号長野上田線
- 上田篠ノ井バイパス
- 上田坂城バイパス

## 観光

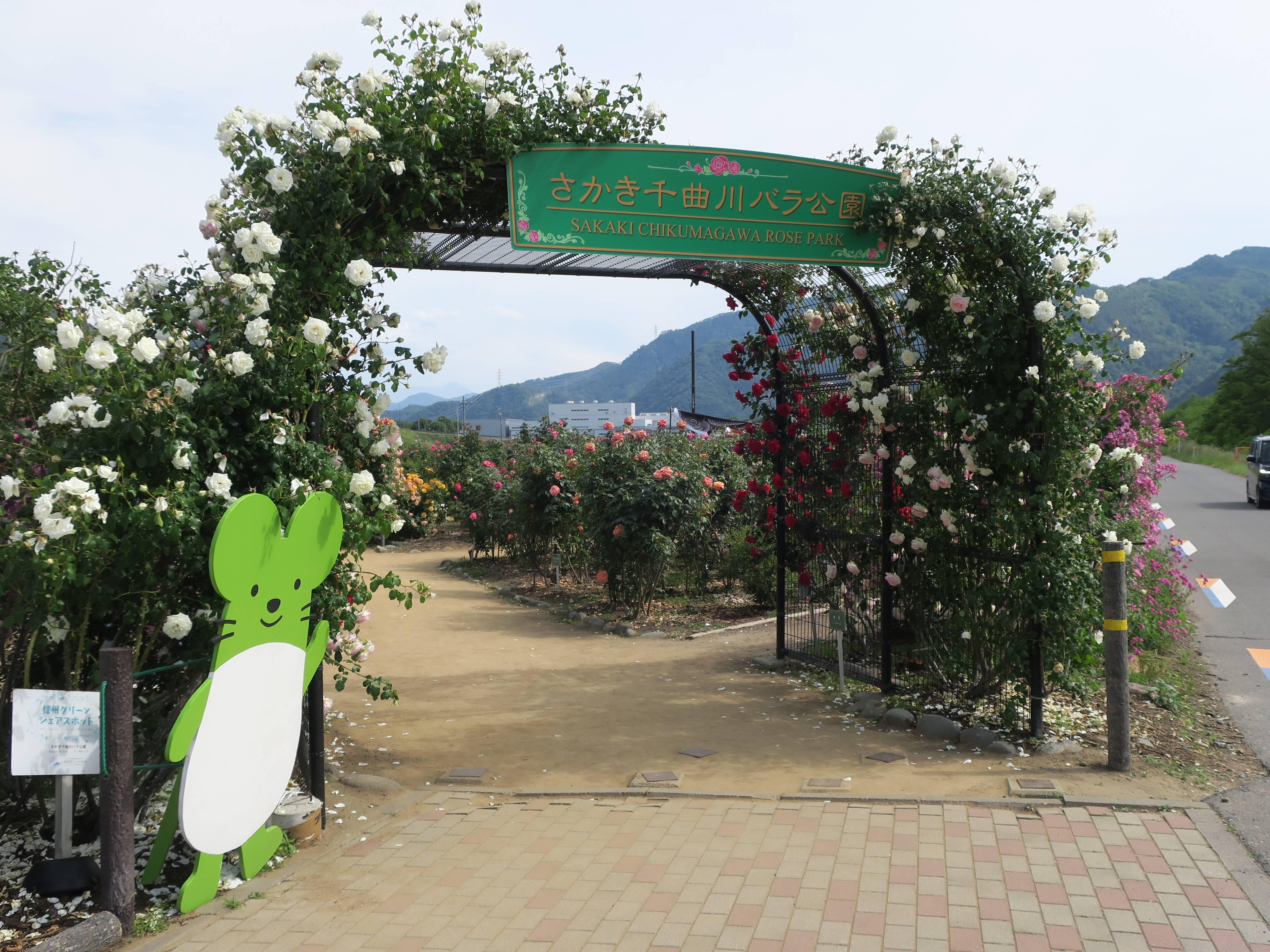
さかき千曲川バラ公園
左は坂城町のゆるキャラ「ねずこん」。

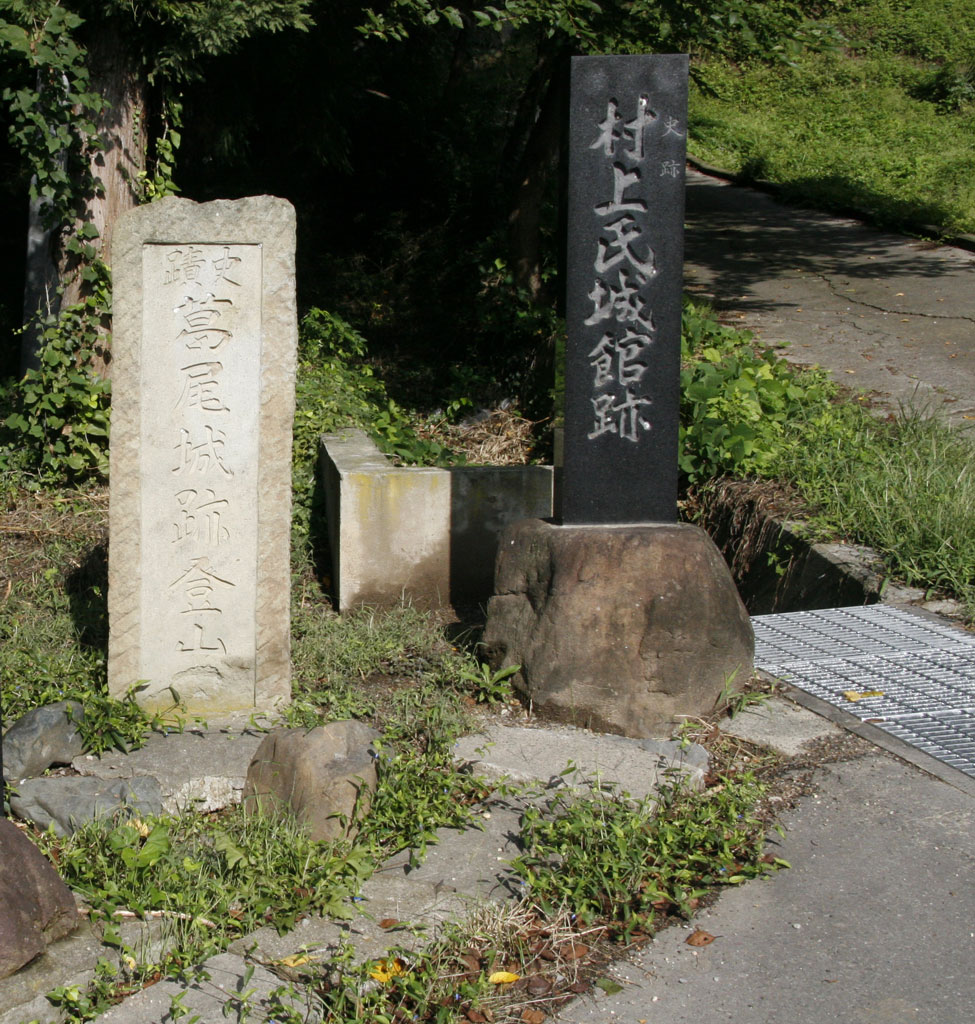
葛尾城入口

### 名所
- さかき千曲川バラ公園
- 岩鼻
- 坂城町鉄の展示館

### 史跡
- 葛尾城跡 - 信濃村上氏居城
- 坂城神社 - 延喜式内社
- 中之条陣屋

### 名産品

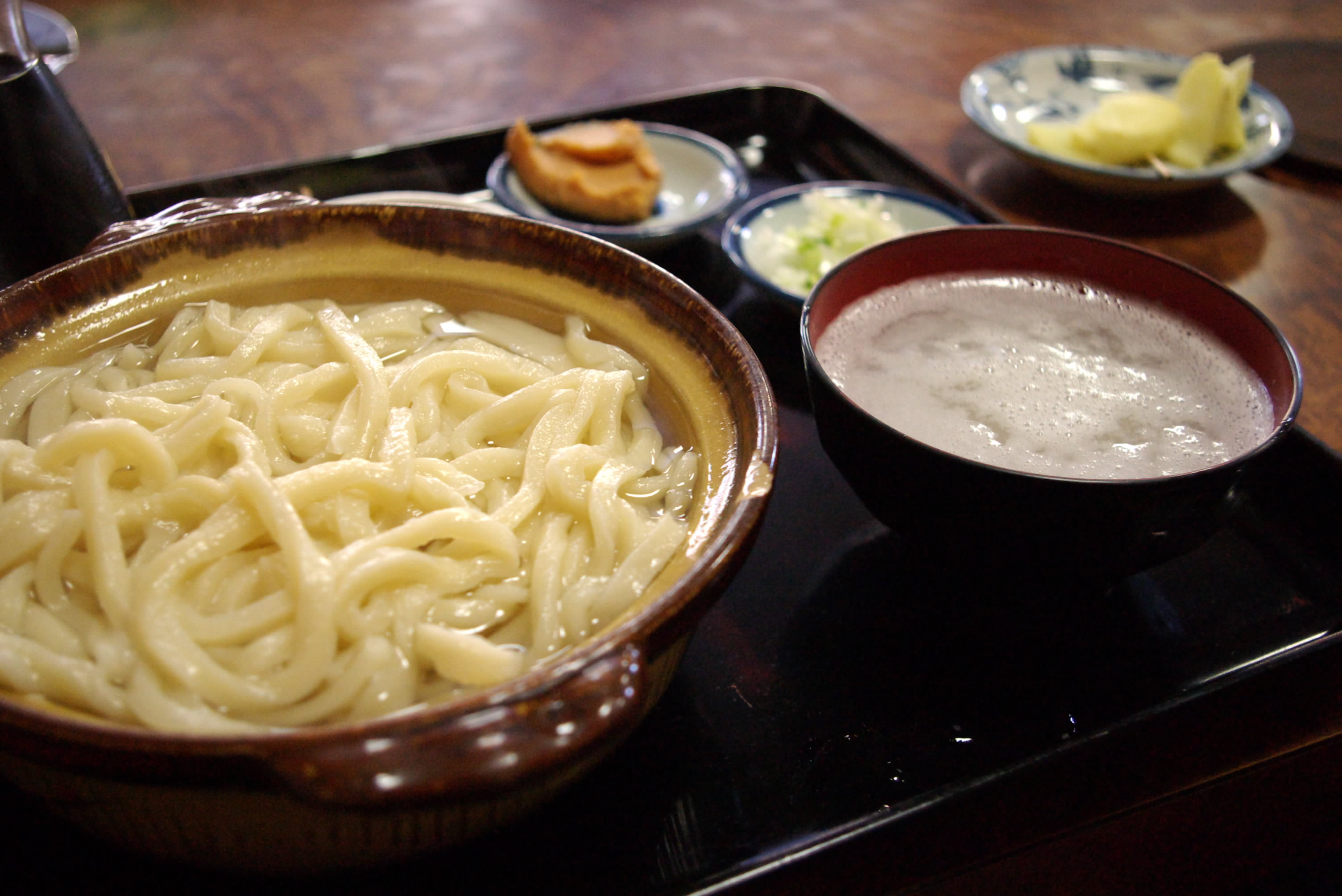
おしぼりうどん

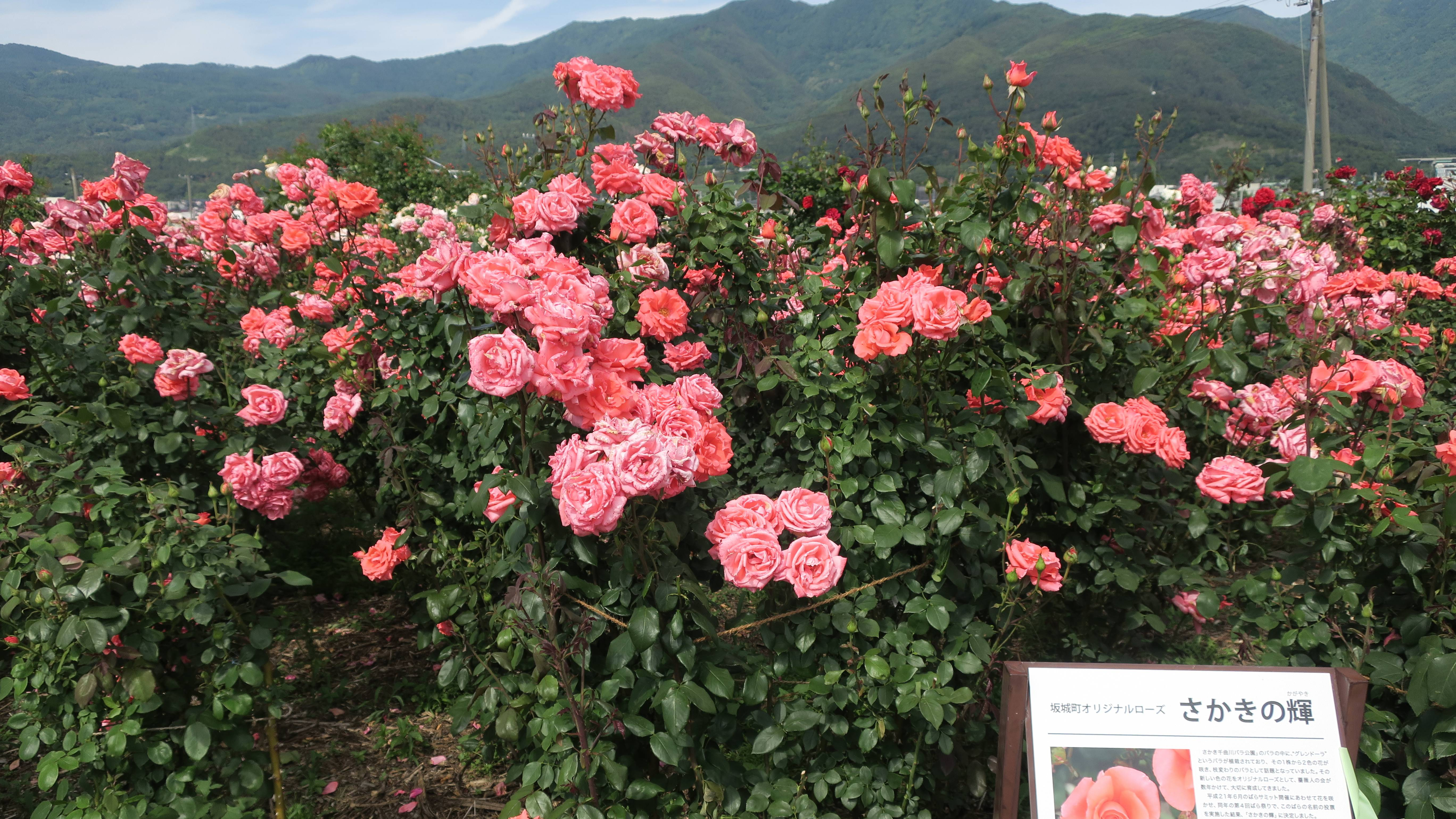
さかきの輝

- アユの友釣り
- おしぼりうどん
- 中之条だいこん（ねずみ大根）
- 新田醸造みそ
- 坂城町オリジナルローズ「さかきの輝」

## 出身有名人
- 村上義清（武将）
- 出浦盛清（武将）
- 赤池濃（官僚、静岡県知事）
- 西沢正太郎（官僚）
- 小山一平（政治家、上田市長）
- 鈴木敏文（実業家、セブン&アイ・ホールディングス会長）
- 宮入行平（刀匠・人間国宝）
- 宮入法廣（刀匠・長野県無形文化財）
- 小松美羽（芸術家）
- 水野源三（詩人）
- 塚田テツヲ（音楽家）
- 西沢祥平（NHKアナウンサー）
- 齋藤沙弥香（テレビ信州アナウンサー）
- 小金澤優（まさし）（編集者、政治家、戸田市議会議員）